# بيلة ألبومينية زهيدة
بيلة ألبومينية زهيدة هو مُصطلح يصف وجود زيادة مُعتدلة في مُستوى الألبومين في البول. ويتم ذلك عند تسرب كميات صغيرة من الألبيومين من الكلى في البول.